# Семиполки
Семипо́лки — село в Україні, в Калитянській селищній  громаді Броварського району Київської області. Населення становить 3050 осіб (Станом на 01.01.2019 року в разом з військовим містечком — 4393 чол.). Відстань до райцентру автошляхом E95 (з яким збігається E101, М08) становить близько 26 км.
До складу с. Семиполки входить також військове містечко об'єднаного польового вузла зв'язку ГШ ЗСУ (А0415).
У Семиполках бере свій початок мала річка Пилявка. Село розташоване на кордоні із Козелецьким районом Чернігівської області.
Загальна площа землі в адмінмежах колишньої Семиполківської сільської ради — 8162,6 га.
Село постраждало внаслідок геноциду українського народу, проведеного урядом СРСР 1932—1933..

## Історія
Розташовані на древній Дуковій дорозі з Чернігова на Київ. За переказом, його жителі 1240 року вчинили опір татаро-монголам і були знищені ними.

### Легенди та перекази про історію села
Історія села Семиполки типова для сіл Київщини. Вона має і легендарну основу часів Київської держави — Русь, та Великої Орди (Великого Війська Чингісхана та його нащадків), потім Великого князівства Литовського та Руського, перші джерельні факти про люстрації цього села за часів «Rzeczipospolitej» (шляхетської республіки «Спільна Справа»), і традиційну козацьку героїку часів Українського Гетьманату, і розбудову цього села колишньою козацькою старшиною, яка домоглась дворянства та покріпачила частину своїх земляків за часів входження Гетьманщини до складу Всеросійської імперії, губернський період після ліквідації Українського Гетьманату коли село набуває статусу містечка, колосальні людські втрати буремного XX-го століття викликані світовими війнами та класовою боротьбою за часів існування радянського ладу.
Здавна село лежить у долині річечки без берегів — Пилявки. Його мікро-географічне розташування досить вигідне. Поселення виникали в різні часи і в різних місцях сучасної території села.
Одне з корінних поселень виникло в північній околиці села на глиняному горбі вододілу річечок Кривої, лівої притоки Десни і Пилявки, притоки Трубіжа, що впадає в Дніпро. Горби не такі вже й високі, всього якийсь десяток метрів, але з них відкриваються кілометрові далі. Саме на цих вершинах вододілу проходила в давнину древня билинна королівсько-княжа дорога з Києва до Чернігова. Це єдиний маршрут дороги, бо зі сходу простягались численні, колись важко прохідні трубізькі болота, а з заходу стояли густі ліси, лежали сипучі піски «Галаковщини», а ще далі в заплаві Десни, — болото Оврут. Ця вічна дорога і на північ, і на південь від Семиполок у різні часи пролягала різними маршрутами: і через Остер, і через Козелець — Ніжин, і на південь через Бровари або через Пухівку, але в усі часи вона не оминала Семиполок.
Село розташоване на відстані денного переходу війська, або купецького каравану від Києва. Місцева топоніміка зберегла цю давньоруську минувшину в таких назвах як: Копецький (купецький) колодязь, та озеро — Обузне (Обозне), де ночували обози і де сукали на нічний випас коней, у долині Сукач. Ця дорога мала місцеву назву — Дукова (королівська) дорога.
Саме при дорозі, на найвищому пагорбі — «Михалевій горі», і було давнє поселення. Очевидно, що Михаль міг бути одним з перших поселенців під цим пагорбом, біля «Лядського» озера, під горою було ще одне озеро — «Печурине», а недалеко ще й озерце «Курган» — стародавні могилки. Михаль, можливо був монахом-печурою і мав там неподалік від лісу свою напівземлянку (печуру). В селі Семиполки, одне з найдавніших родових імен (прізвищ), це — Печура, а один із сільських кутів так і називається — «Печурівка». Це прізвище, в різних формах: Печура та Печуренко неодноразово згадується в «Румянцевському переписі» 1666 року, а в народному переказі саме Печура називається першопоселенцем.
У іншому переказі розповідається, що перші поселенці припливли Дніпром із кривицьких земель (Смоленщини), піднялися по Десні та Кривій річці і заснували тут поселення. Цей переказ перегукується з відомостями з літописного списку про заселення Броварщини вихідцями з кривицької землі. Імовірно, що поселення було під горою, біля «Лядського» озера, на краю лісової пущі. Колись люди очистили від лісу землю коло озера. Таке очищене від лісу місце в давнину звалося — лядою, тому і озеро почали називати Лядським. В сьогодення це місце стародавнього поселення виділяється на полі чорним ґрунтом серед якого можна знайти рештки чорної кераміки.
Перекази про Семиполки збереглись і в сусідніх селах, в яких стверджується, що під час ординського вторгнення місцеві жителі вчинили опір, і були знищені. За переказом всіх хто вцілів вивели до ближнього лісу, до лісового озера і там перебили — озеро з того часу зветься Червеним. Мабуть загинули не всі мешканці, тому й збереглися древні перекази. В після ординські часи було засновано нове поселення. Саме до ординських часів належить і поширений переказ про походження назви села: тут зупинились сім ординських загонів, які Русь називала по-своєму — полками. Ймовірно, що полк відповідає ординській тьмі. Отже ординців могло бути 70 тисяч.
За літописними та билинними даними, перед виходом до Дніпра і Києва ординці зробили зупинку, щоб перепочити після штурму Чернігова і його околиць — Козельця.
Так, у билині «Калин-цар», історичну достовірність якої дослідив академік Рибаков, йдеться:
«Поднялся он чуж (Калин-цар), да на святую Русь.
На святую Русь, на красен Киев-град.
Не дошол до Киева пятнадцеть верств.
Разоставил свои шатры белополотняны.»
Калин-цар — це Кадан-хан, онук Чингісхана, син ординського царя Удегея, молодший брат Гуюка, підкорювач Козельська (Козельця). Ординці зупинились у місцевості з древньою назвою Оболонь. Оболонь, за словником Володимира Даля, — це ближній до житла луг, околиця. Де є оболонь, там і є поселення. Оболонь заливається водою під час весняного водопілля і заростає травою. Згідно з переказами, під Семиполками під час цієї стоянки копитами ординських коней було вибито озеро, яке стали називати Татарським. Також за цією легендою на території Татарського озера заховані скарби награбовані монголо-татарами під час походів.
Тих ординських коней була незліченна кількість. І зараз у самому центрі Семиполок є болотисте озерце з назвою Татарське, а шлях що йшов понад ним, став називатись Уланським. «Чернігівські відомості» в 1863 році писали: «За переказом, орда по дорозі на Київ довго осаджувала Семиполки з північного заходу. Коли в них не стало води для худоби, вони вирили водойму, утоптали копитами коней дно і таким чином наповнили її водою. Ця водойма довго служила селянам, поки її не засипали всіляким сміттям.» Про давність поселення свідчать такі топоніми: урочища Селище, Печурине озеро, Шептаківський курган.
Жива народна пам'ять породила багато переказів про назву села. Давній переказ розповідає про поселення Старосвітське, на давній Дуковій дорозі. Ближній ліс називається Оберов. В околицях села було знайдено римську монету Елія Вера.
Напевно, Семиполки, як і Літки та Заворичі, входили в систему градів побудованих князем Володимиром Великим у 988 році при дорозі з Літок на Заворичі. Ця торгова пилюжна дорога, за переказом провалилась під землю, а її напрям зберігає річечка Пилявка. Можливо, що хтось із князів оселив у цих місцях своїх варягів «на прокорм». Тут є рідкісний топонім — озеро Варяги. Якщо дотримуватись ординської версії походження села, то село дістало свою назву після вторгнення військ Бату. Але ж воно, безперечно було і до приходу орди і якось називалось. Але як? Можливо теж Семиполки. Відомо, що князь Володимир Великий заселив ці місця людьми з інших країв. Одною з найвірогідніших є версія, що сюди переселялися люди з княжого сіверського града Любеча. Звідти вони за традицією, перенесли свої назви в місця нових поселень. Річечку в Літках назвали Любич, а озеро серед суші і безріччя назвали Нелюбич, а також поселення в околицях Остра назвали Любечанінов. На своє нове поселення вони могли перенести і ще одну любечівську назву, назву озера Симпол і річки Симпілки, що і досі є в околицях стародавнього Любича. Таким чином за три-п'ять століть історія перенесення назв могли забутися, і з'явились нові версії.
Виникла ординська версія і версія про особливу семиполківську вишивку: «сім пілок» — сім візерунків. За іншою версією, в заплаві річечки Пилявки-Половиці можна нарахувати сім полів, підвищень-вододілів болотистої долини, на яких розкинулось село. Це знову традиція числа сім, міста поселення на семи пагорбах (Київ, Париж, Рим). Жителі деяких навколишніх сіл вимовляють назву села як Симипілки.
Є й середньовічний переказ про походження назви села. Ось що розповідається в переказі: «Біля лісу, в полі, оселився пан, поставив двоповерховий будинок. У нього було п'ять жінок, і вони шили спідниці в сім пілок. До цього заможного пана почали найматись люди. Чимось цей пан надокучив громаді, що наймані люди почали сердитись не так на нього, як на його жінок. Лаяли їх і прозвали семипільцями. Як йдуть вони, то селяни їх так і прозивають».
Інформація що зафіксована у люстрації села Семиполки від 1628 року. Ця люстрація називає засновником села шляхтича Богінського. Шляхетний пан Богінський одержав від короля земельний наділ біля ще одного семиполківського озера, що і зараз називається Богінським, біля старої літківської дороги.
Богінський (Багінський) був не простим шляхетним війтом, лицарем, а намісником остерського старости, бо щорічно отримував по 50 золотих з королівської казни. Очевидно, що війт Богінський осаждав село козаками і трохи південніше від доординського поселення виникає слобода Семиполки. В ті часи за Остром вже починались Чернігівські землі, що на той момент були спірними з Московією (Московським царством). А от древня дорога з Літок на Ніжин, в вишнивеччину якраз відроджується, по ній знову потекли купецькі обози. Там, де вона перетинається з древньою «дуковою» Київською дорогою, і осів шляхтич Богінський. А вже вздовж дороги почали селитися й козаки, і Уланська дорога стала центральною вулицею села. Пізніше, тут виник цвинтар, збудували церкву, земську школу.
Над озером Богінський поставив перші кам'яні споруди в селі. Зберігся переказ про псарню Богінського, донедавна було видно рештки фундаментів на колишньому дворищі шляхтича, на якому ще за описами 19-го ст. росли старезні груші-дички.
В одному переказі-притчі розповідається про шляхтича та його смерть: «Їхав якось пан з Літок, у вовчий час, у місяць лютий. Їхав кіньми, в підводі, в кожухах з жінкою і малою дитиною. І напали на них вовки серед лісу. Втікали, але вовки, от-от наздоженуть. І тоді сталось лихо, з саней випала дитина, а за нею вистрибнула панночка, і сталося диво, вовки не зачепили жінку з дитиною, а наздогнали підводу і роздерли господаря». Така жорстока легенда про шляхтича і вовче лицарство дійшла до наших часів.

### Козаччина
В період козацьких воєн, як і в сусідньому Гоголеві, в Семиполках виникає невелика козацька фортеця. Село було одним із найбільших козацьких сіл, заселене заможними виборними козаками. За архівними церковними документами, в селі побудовано храм Святої Трійці ще в 1647 році, в центрі старовинного укріплення.
Люстрація 1628 р. називає засновником села шляхтича Богінського. За церковними документами місцева церква Святої Трійці була збудована в 1647 р. у центрі старовинного укріплення, підпорядковувалась Київській метрополії Вселенського патріархату. Село — типове козацьке поселення. Після підписання березневих статей 1654 року навколишні землі й ліси переходять до власності козацької старшини, серед якої рід Дараганів та до руської церкви, в селі були землі та промисли Києво-Печерської лаври.
Козацьке укріплення над річкою Пилявкою і Татарським озером знаходилось на невисокій гряді серед болотистої місцевості. Нині це територія місцевої школи. В цьому укріпленні і була побудована церква Святої Трійці. У Троїцькій церкві була срібна чаша з надписом: «На хвалу Пану Богу Теодором Саковичем. Рік 1647.» У ці часи в Семиполках утворюються ряд поселень (кутків), що отримують назви: Василенківка, Печуровка, Шевченківка, Редьківка, Затягайлівка, Бродок, Гречківка, Остерський шлях, Уланське.
Печурівку заселили потомки монахів що стерегли ліс Києво-Печерської лаври. Васеленківку, що на Оболоні коло Татарського озера, заселили переселенці з-за Дніпра. Очевидно, що це сталося ще в 14 ст. за князя Поволця-Рожиновського, бо в його родових землях біля Фастова (Хвастова) спостерігається поширення прізвища Василенко. Це підтверджують і сімейні перекази нащадків семиполківських козаків Васиеленків, що за часів Гетьманщини були серед козацької старшини, та потім домоглись дворянського статусу. Деркачівкою називали козацький куток села серед ліз і боліт, де мешкало багато птахів-деркачів.
Інші сільські кутки — то козацькі хутори-зимівники, які з часом злились в одне село. Злиття це відбулось вже після козацьких воєн. Московський перепис 1666 року фіксує в селі 17 дворів, які платять податки. Козацькі двори до цього перепису не входять, лише двори посполитих.
Серед прізвищ власників трапляються і такі, що збереглись і донині, — Печуренко, Агейчик, Грязненко, Сакович, Литвиненко.
За гетьмана Івана Мазепи полагоджено мости і встановлено поштовий рух по Старому шляху, збудовано поштову станцію і заїжджий двір. Тоді на перетині Уланської дороги (вулиці) і нового битого шляху і виник новий центр села — Базарна площа. Після поразки під Полтавою, село хоч і залишилось в підпорядкуванні козацької старшини, але значну його частину, деякі навколишні бори та землі прибрали до своїх рук вихідці з російського військового керівництва. До 1728 року, частина села Семиполки і «прочіє маетности» належали Лопухіну, київському коменданту. З 1728 року ці землі переходять у володіння переяславського коменданта, кавалергарда Хєраскова. З цієї волоської родини походить і Михайло Матвійович Хєрасков — випускник Переяславського колегіуму, письменник, поет, ректор Московського університету. Від братів Матвія та Михайла Хєраскових, синів коменданта, 1753 року ці землі за купчою переходять до київського полковника Юхима Дарагана, 1762 року — до його сина Василя, і далі до Катерини Галаган.
Українські, старшинські, козацькі роди Галаганів та Дараганів добре відомі. На вулиці Уланській Юхим Дараган будує свій палац. У цьому палаці в 1787 р. Під час подорожі імператриці всеросійської Катерини ІІ її зустрічав київський намісник. А раніше, в 1744 році, Переяславський полк на чолі з Хєрасковим зустрічав тут останню імператрицю Всеросійську з роду Романових, доньку Петра І, коханку близького родича Дараганів, фаворита імператриці Олексія Розумовського — Єлизавету Петрівну, на якій скінчилась монарша династія роду Романових(?).
Згідно з переказами та легендами, цариця приїздила в Гетьманщину, щоб народити дитину, та потайки обвінчатись зі своїм фаворитом в родовому маєтку Розумовських — Козельці. Можливо, що відома всім нам княжна Тараканова провела свої юні роки в домі у Дараганів, у Семиполках?
Після Єлизавети Петрівни монарший престол успадкували нащадки іншої доньки Петра Першого — Анни, яка була одружена з Карлом Фрідріхом Шлезвіг-Гольштейн-Готторпським та народила майбутнього спадкоємця всеросійського престолу — Карла Петра Ульріха Гольштейн-Готторпського (Петра ІІІ), нащадки якого правили російською імперією до 1917 року, додавши до прізвища батька ще й прізвище матері і стали іменуватись династією Гольштейн-Готторп-Романовською.
З метричних книг Свято Троїцької церкви відомо, що в 1761—1771 рр. щорічно в селі відбувалось 15 вінчань, народжувалось 30-40 дітей. В 1769—1773 рр. померло близько ста дітей віком до 10 років.

### Імперський період
3 травня 1783 року, імператорським указом — заборонено переселення селян всередині колишньої Гетьманщини. Що можемо трактувати як введення кріпацтва, перетворення селян на кріпаків, як в інших регіонах російської імперії.
Після наполеонівських воєн семиполківські землі переходять як спадок до володіння родини Хованських.
У російському гербівнику родина князів Хованських була вписана одним з першим номерів всього всеросійського дворянства. Хованські — прямі потомки легендарного Гедеміна. Про цю родину Мусоргський написав оперу «Хованщина». Князь Петро Васильович Хованський був одружений з дочкою Юхима Дарагана — Софією, яка покинула столицю та провела решту свого життя в Семиполках. Пізніше, як член Державної Ради, він дістає у власність для неї обширні казенні землі на Остерщині.
{[Михайло Максимович}} подає таку довідку: «Семиполки — село в Чернігівській губернії, від Києва — 46 верст. Лежить при струмках Пилявці і Татарці, над болотом Силоворж. Належить Києво-Печерській лаврі. В ньому церква Святої Троїці. 190 дворів, землі піщані частково чорноземні.»
Як бачимо, після Софії керує справами її сестра Катерина Юхимівна Галаган (Дараган), і селом деякий час управляє Києво-Печерська лавра.
Остання в родині семиполківських Хованських — «бариня» Хованська живе тут з 1825 року по 1840 рік, має кріпаків не тільки в навколишніх селах, а й в Острі та Києві. Княгиня Хованська мала доньку богданку-підкидька, яку виховувала як свою власну дитину, потім вивчила в Петербурзі і видана в шлюб з генералом від кавалерії, кавалером орденів Володимира, Анни, Станіслава, Павлом Алфєр'євим, учасником наполеонівських воєн.
Алфєр'єв переїздить до Семиполок і стає власником 7000 десятин землі — найбільшим землевласником Остерщини.
Алфєр'єв був відомий своєю пристрастю до полювання на вовків. Він будує в селі винокурню, кінський завод, завод «шампанських» (іспанських) овець, закладає і регулярний парк в англійському стилі, рештки якого збереглися і до нашого часу, висаджує клени, тополі, рідкісні на той час каштани і багато сортів бузку.
З родини Алфєр'євих виходять багато відомих людей: лікарі, військові. З ними має дружні стосунки російський письменник Лєсков. Донька Алфєр'єва Анна стала дружиною прапорщика лейб-гвардії, майбутнього генерал-майора артилерії Петра Половцева. Рід Половцевих виводив своє коріння від ординського (половецького) князя Половцева-Рожиновського який перебував на службі у Гедеміновичів, про якого писалося вище. У 1870 році Софія Алфєр'єва, вдова по генералу Петру Алфєр'єву виставляє своє помістя на продаж. Сімейства Половцевих, як і Алфєр'євих, Дараганів, Галаганів, Хованських на той момент належать до вищих верств суспільства імперії. Племінник Петра Половцева — член Державної Ради.
Родовиті Дарагани, Хованські, Галагани, Алфєр'єви, Половцеві жили в селі, вони тут народжували та хрестили своїх дітей, і тут ховали на цвинтарі коло церкви представників цих родів. Церква в Семиполках була з трьома банями, з золотими маківками, покрита залізом, від окислення мідь стала зеленою. Було тут три приходи, багаті царські позолочені ворота. Особливу гордість виливали церковні дзвони, привезені аж із Брянська. Вони були з домішками срібла і давали чудовий передзвін.
За чиїмось диявольським задумом у шістдесяті роки 20-го ст. стародавній цвинтар спотворено траншеями, і останки князів, генералів, знатних козаків та селян викинуто на сміття.
Із 1880 року, село стає волосним містечком з підпорядкуванням 12 сіл. У словнику Брокгауза і Ефрона читаємо: «Семиполки — містечко Остерського повіту на Києво-Петербурзькому шосе, поселення дотатарських часів. Є залишки високого круглого валу і глибокого рову, а також водойми, викопаної татарами, які приступом брали цей град. Жителів — 2733. Ярмарок — 6. Земська школа, бібліотека.»
Син Петра Половцева Андрій, поручик кавалергардійського Його величності полку, пішовши у відставку, створює у селі на п'яти тисячах десятин землі зразкову економію з молочною фермою, продукція якої вивозилася до Києва. Своєму управителю Радзевичу він платить 300 карбованців на рік, а економці Горецькій — 400 крб. Шість дівчат-служниць отримують по 30 крб. на рік.
Донька Петра Половцева Варвара була одружена з генералом від кавалерії Драгомировим Абрамом Михайловичем (1868—1955 рр.), випускником Миколаївської академії генштабу. Рід Драгомирових виводив свій родовід від козацької генеральної старшини в Гетьманщині. Під час першої світової війни він командуючий 5-ю армією. Потім примкнув до Денікіна, був головнокомандуючим білогвардійських військ у районі Києва, емігрував до Сербії, а потім до Франції.
Також в цей час великі земельні наділи мали семиполківські дворяни Курські та Шевченки, по 1000 десятин землі. У селі в 1893 році побудовано нову церкву. При ній збереглися метричні книги, які велися з 1742 року. Священиком був Петро Радкевич. Він родом з Дударкова, де мав 35 десятин землі. За свою службу отримував 100 крб. на рік, а диякон — 36 крб.
Радкевич служив з 1868 р. в Рудні, а з 1895 р. законовчителем семиполківського народного училища.
У 1889 році, в Семиполках було знайдено скарб з 494 срібних московських, шведських та пруських монет 17-го ст.
Цікавими є дані про соціальний склад містечка Семиполки за 1903 рік.
- Соціальний стан — чоловіків — жінок
- Духовних осіб — 4 — 13
- Дворян — 8 — 4
- Громадян — 2 — 1
- Військових — 234—254
- Міщан — 71 — 78
- Козаків — 705—714
- Казенних селян — 11 — 12
- Селян-власників(бувш. посполиті) — 406—396

### Визвольні змагання та радянський період
У роки українсько-більшовицької війни 1917—1921 рр. в селі розміщався штаб більшовицьких військ Миколи Щорса. Бій за село описано в книзі Семена Скляренка «Шлях на Київ», показано в кінофільмі Олександра Довженка «Щорс».
Перший волосний ревком і комнезам у Семиполках створили не селяни та козаки, а в основному дворянська прислуга і дворові люди. Родина Половцевих у 1917 році виїхала за кордон.
Цікава деталь: у Семиполках починав революційну і військову діяльність радянський маршал І. С. Конєв, молодший фейєрверкер другого окремого артдивізіону. Під час петроградського жовтневого перевороту 1917 р. (Жовтневої революції) він був поблизу Києва в м. Семиполки на стороні більшовиків, як член батарейного комітету брав участь в організації виступів проти Центральної Ради, на захист арештованих нею більшовиків. У листопаді гайдамаки під конвоєм вислали його до РСФСР. Це дані з автобіографії маршала, написаної ним після ІІ світової війни, в 1947 р.
Виникла на околиці села ще одна комуна, імені Київського ОПК, (обласного партійного комітету), більшість комунарів якої були з навколишніх сіл — Пухівки, Димерки та Богданівки. У будинках жили по кілька сімей. Невдовзі ця комуна занепала, будинки розібрали, перенесли до села і утворили колгосп ім. Першого Травня.
На краю села, над дорогою стоїть і понині декілька хрестів 1933 року, то три могили пухівчан Висоцьких — то все що залишилося від семиполківської комуни.
Деякий час, у 1923 - 1925 роках, на місці Семиполківської волості проіснував і Семиполківський район.

#### Комуністичний голодомор 1932—1933
Загальні втрати від убивства голодом перевищує 100 осіб. Зареєстровано протестне убивство голодної дитини власною матір'ю, яка не могла дивитися на голодні судоми сина-підлітка. Більшість дітей порятувалося жебрацтвом та каторжними роботами у Києві, до якого пробиралися через блокадні ланцюги окупаційної червоної армії. У селі встановлено пам'ятник на честь закатованих голодом мешканців Семиполків.

#### Друга Світова війна
Під час ІІ світової війни село опинилось в центрі обхідного німецького наступу 1941 року через Остер на Київ. На північній околиці села проходили запеклі бої, про які згадується в німецьких джерелах (П. Філіппі «Прип'ятська проблема»). Німці поховали своїх солдат на сільському кладовищі, а радянських солдат було поховано в своїх окопах безіменними.
У 1943 р. в селі при відступі німецької армії, було спалено більше 1000 дворів. Зберігся будинок, у якому розміщувався штаб чехословацької бригади, де жив генерал Свобода — майбутній президент комуністичної Чехословаччини.
У братській могилі села похований герой СРСР В. І. Шабалін — вісімнадцятилітній розвідник взводу пішої розвідки 75-ї гвардійської стрілецької дивізії, сибіряк, який один із перших переправився через Дніпро і вже 23 вересня 1943 р. загинув у бою коло села Козаровичі. Цікаво, що в діючій армії він перебував лише з вересня 1943 р. Це був його перший і останній бій.

#### Після Другої світової війни
У 1946—1953 рр. проводиться електрифікація села, яка закінчилась аж у 1963 році.
У 1963 р. в Семиполках проживало 3 476 осіб, з них маже 1 900 жінок, та 1 500 чоловіків — відчувались наслідки війни. Мізерні пенсії в цей час отримують не всі селяни. Її не мали домогосподарки, одноосібники, ті, хто не мав повного колгоспного стажу. Радянський колгосп ледь-ледь зводив кінці з кінцями, врожайність 74 ц. з га картоплі, 7,3 ц з га зернових.
Село Семиполки має багату історичну спадщину, безсумнівно, що головною заслугою в його історичному минулому є його стратегічне розсташування на перетині шляхів, та відстань в денний перехід від Києва. Особливе географічне положення села на вододілі приток Десни та Трубежа, через який здавна проходить шлях між Києвом та Черніговом. Щоб надати цій характеристиці наглядності порівняємо її з пісковим годинником, де Семиполки будуть в самому центрі, в самому вузькому місці. Таке вигідне розташування надавало селу неабиякі переваги в минулому, давало можливість контролювати торговельні потоки урядникам. З іншого боку, низька врожайність навколишніх земель не призвела до більшого розвитку села. В дореволюційні часи і по 1964 рік великі прибутки селу надавав билинний Літківський ліс, та його багатства (саме в цьому лісі Ілля Муромець полонив Солов'я Розбійника). З організацією в цьому лісі підпорядкованого ЦК КПУ, закритого від людей «Мисливського господарства», життя в навколишніх селах стає складнішим, люди втрачають промисли та вигоди якими користувались віками. З іншого боку в цьому лісі організовують зразкове мисливське господарство для обслуговування найвищих посадових осіб СРСР, тут неодноразово були на полюванні такі діячі як: Брєжнєв, Хрущов, Громико, Щербицький та лідери інших країн світу, президенти США, Франції та керівники колишніх країн соцтабору: НДР, Китаю, Чехословаччини, Куби, Югославії. Зараз в цьому лісі розташована державна резиденція президентів України «Залісся».
На 2001 р. У Семиполках проживало 3024 особи. Загальна площа землі в адмінмежах колишньої Семиполківської сільської ради — 8162,6 га.

## Населення

### Мова
Розподіл населення за рідною мовою за даними перепису 2001 року:
| Мова            | Кількість | Відсоток |
| --------------- | --------- | -------- |
| українська      | 2908      | 95.34%   |
| російська       | 128       | 4.20%    |
| вірменська      | 7         | 0.23%    |
| румунська       | 3         | 0.10%    |
| білоруська      | 1         | 0.03%    |
| інші/не вказали | 3         | 0.10%    |
| Усього          | 3050      | 100%     |

## Освіта
1873 р. — перша згадка про те, що в містечку Семиполки засновано сільське училище. Містилося воно у приватному будинку. «Учащихся 80 мальчиков и 29 девочек. Попечительница Вера Петровна Половцева», — написано у пам'ятній книзі Київського навчального округу за 1901 р.
У документах за 1895 р. вказано, що в церковно-парафіяльній однокласній школі учителювали священик і диякон. Основний предмет — Закон Божий. Управління школою і контроль здійснювало церковнопарафіяльне попечительство, на той час населення села було цілком неписьменним. У «Ведомостях о церкви» за 1903 р. є повідомлення: «Церковноприходская школа существует в приходе с 1896 года, выпуск в 1903 году состоял из 9 мальчиков и 1 девочки».
У 1913—1914 рр. школа розміщувалася в окремо збудованому шкільному приміщенні. В чотирьох класних кімнатах навчалося 75 дітей. Навчальний рік тривав до початку весняно-польових робіт. У школі викладали Закон Божий, письмо, читання, арифметику. Один учитель працював із трьома класами.
Напередодні революції були три вчителі — В. П. Дворник, К. О. Левицька і Л. О. Меркель.
У довоєнні часи в школі викладали С. А. Диниченко (українська мова), А. О. Доликівський (фізика), Г. С. Примич, у шкільній теплиці під керівництвом Гаврила Степановича вирощували рідкісні рослини, учні були нагороджені путівкою для відпочинку в Криму.
У 1928—1938 рр. випускники школи здобули професії: 17 — учителя, 3 — агронома, 4 — пілота, 12 — командира Радянської Армії, 30 — водія, 17 — тракториста.
Перший випуск 10-го класу відбувся 1938 р. Випускників було 22, серед них: М.Варич та П.Гречко — вступили у військові училища, М.Малій — до консерваторії, В.Більський — до Інституту драми і мистецтва.
З 9 вересня 1941 року до 22 вересня 1943 року село було окуповано німцями, відступаючи, німці спалили школу. З 11 листопада 1943 року учні ходять на уроки в напівзруйновані сільські хати. Військові давали папір, за відсутності лав і столів діти різали папір на клаптики й писали на колінах. У повоєнні роки школа розміщувалася в семи приміщеннях, учні навчалися в дві зміни. У цей час Семиполківську семирічну школу очолювали С. Ф. Микал, Н. Г. Діденко, О. І. Рєзнік, Г. Я. Мельниченко, В. Г. Блоха, В. А. Москвич.
У 1956 р. було збудовано нове шкільне приміщення. Директором школи працював М. Г. Діденко, під його керівництвом активізувався навчально-виховний процес, учні виборювали призові місця на районних та обласних олімпіадах, школа співпрацювала з радгоспом ім. Мічуріна та Семиполківською птахофабрикою.
У 1970 р. розпочато будівництво нового приміщення, за ініціативи В. Г. Блоха (директор школи, викладач історії).
Відкрите у 1979 р. нове приміщення школи очолив випускник 1950-х років, учитель і літератор В. А. Москвич. Школа має спортивну залу, сучасні технічні засоби навчання.
З 1990 р. педагогічний колектив очолює Б. П. Григор'єв. Викладають 35 педагогів, навчаються 330 учнів.

## Релігія
У селі є Свято-Троїцька церква. Весною 2023 року громада села з допомогою ветеранів ЗСУ, бійців ТРО та військових капеланів вирішила перейти до ПЦУ. 

## Політичні вподобання
На Виборах Президента України 2019 Володимир Зеленський отримав 677 голосів виборців на дільницях села Семиполки, друге місце посів Петро Порошенко з 362 голосами, на третьому місці опинилася Юлія Тимошенко, за яку свій голос відали 268 виборців.
На парламентських виборах в Україні 2019 найбільшу підтримку мешканців села отримала партія Слуга народу  (339 голосів), на другому місці — Всеукраїнське об'єднання «Батьківщина» (89 голосів), третє місце посіла політична партія Європейська Солідарність з 62 голосами. Серед мажоритарників найбільше голосів було віддано Дунді Олегу Андрійовичу (228 голосів).

## Скандал
У селі вночі 4 вересня 2011 року стався перший за новітню історію героїчний акт народного спротиву. Віталій Запорожець, мешканець Семиполок, застрелив із рушниці майора міліції. Більша частина жителів села вважають скоєне справедливою розплатою міліціонеру за той терор, який він чинив у селі. Жителі Семиполок збирали гроші на захист народного месника.

## Відомі особистості
- Дяченко Лідія Олексіївна (нар. 1956) — українська акторка, провідна майстриня сцени Київського академічного обласного музично-драматичного театру імені П. К. Саксаганського, народна артистка України (2015);
- Грицай Олександр Васильович — солдат Збройних сил України, учасник російсько-української війни 2014—2015 років.
- А. М. Потурнак у 1981 р. удостоєний звання Героя Соціалістичної Праці за будівництво нафтогазопроводів;
- Брати А. М. і В. М. Гузії закінчили Київський Інститут інженерів цивільної авіації. Анатолій Миколайович — автор підручників з безпеки польотів, які перекладено іноземними мовами, Володимир Миколайович — автор книжки «Золота очеретина» з історії Броварщини.
- Остапенко Олександр Миколайович (1979—2023) — молодший сержант Збройних сил України, учасник російсько-української війни.

## Галерея

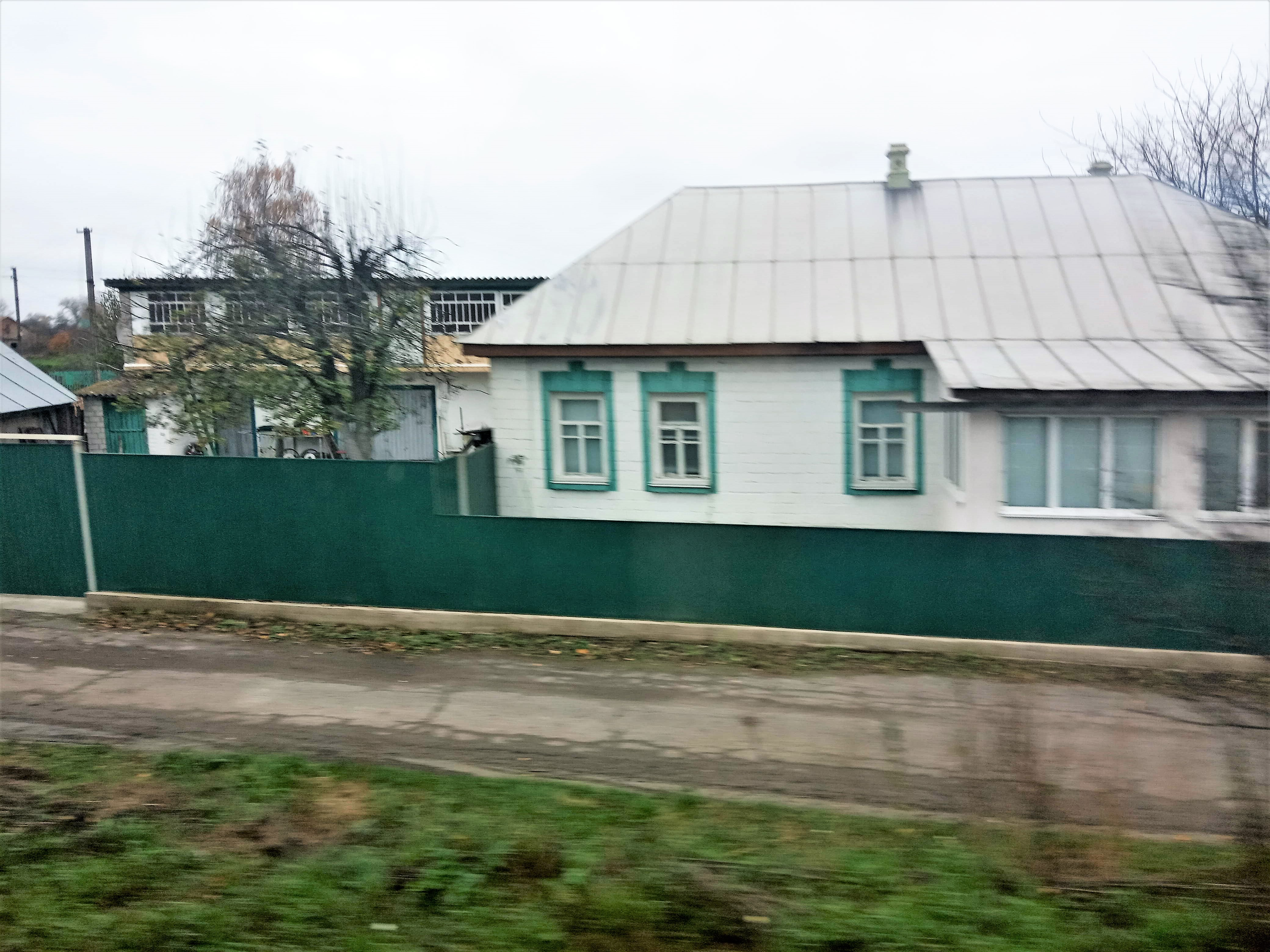
Хата в селі, 9 листопада 2020
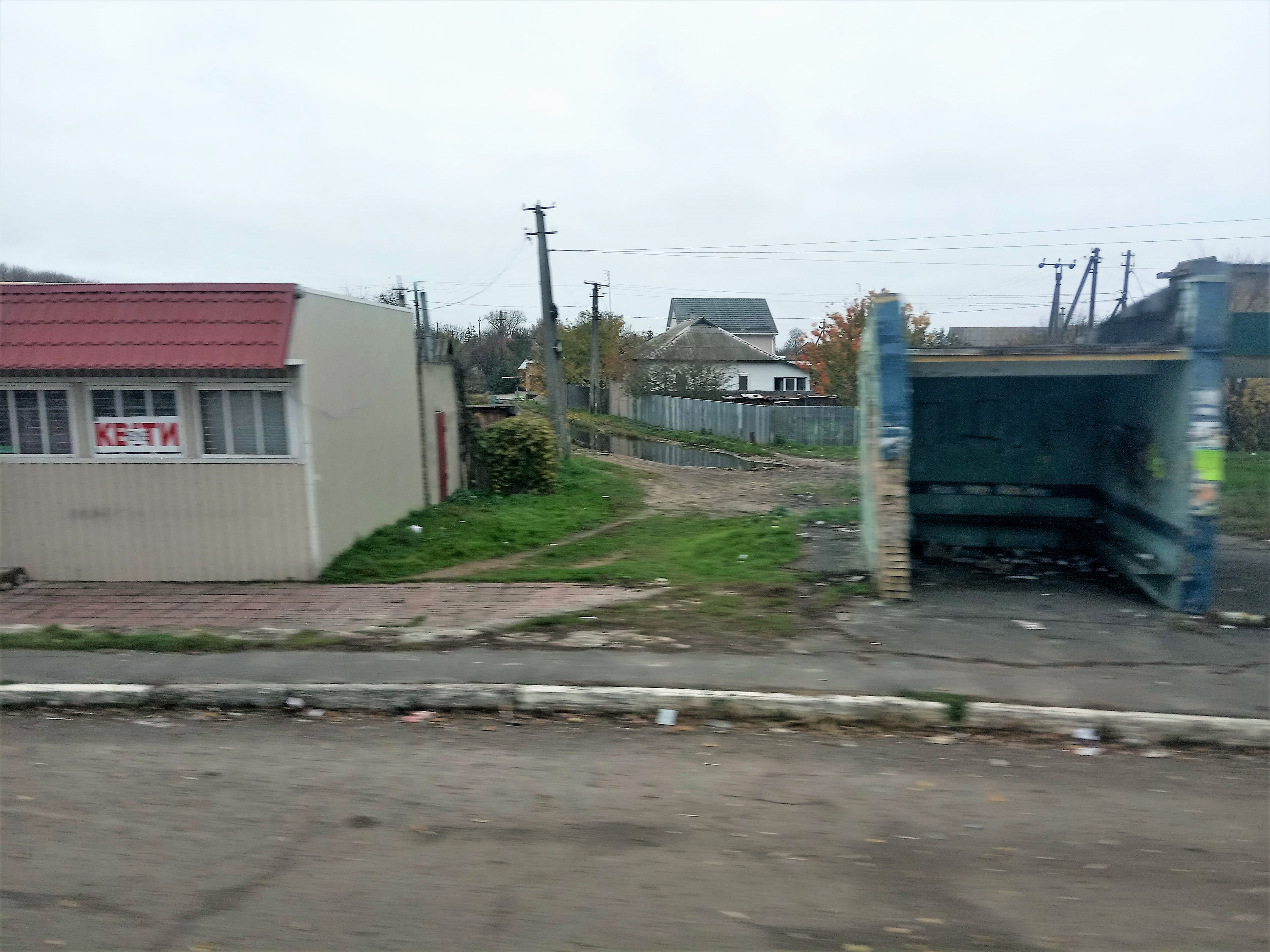
Автобусна зупинка
Свято-Троїцький храм МП